# Kerkplein (Paramaribo)
Het Kerkplein is een plein en straatnaam in de historische binnenstad van Paramaribo. Op het plein staat de Centrumkerk met daar omheen de oude begraafplaats Oranjetuin.

## Bouwwerken
De Korte Kerkstraat kent een afsplitsing naar links (Grote Kerkstraat) en naar rechts (huisnummers aan het Kerkplein). Hier zijn vestigingen van Surpost, de pastorie, het directoraat Belastingen van het Ministerie van Financiën en Planning en enkele detailhandels- en horecazaken. Aan het eind bevindt zich een parkeerplaats. Op het plein staan de Centrumkerk met daar omheen de oude begraafplaats Oranjetuin.

### Monumenten
De volgende panden op het Kerkplein staan op de monumentenlijst:
| Omschrijving                 | Bouwjaar  | Adres       | Coördinaten                  | Objectnummer? | Afbeelding                    |
| ---------------------------- | --------- | ----------- | ---------------------------- | ------------- | ----------------------------- |
| Centrumkerk (hervormde kerk) | 1833-1835 | Kerkplein   | 5° 49' 38" NB, 55° 9' 19" WL | APO 053       | Meer afbeeldingen Upload foto |
| woonhuis                     |           | Kerkplein 8 | 5° 49' 38" NB, 55° 9' 18" WL | CPO 019       | Meer afbeeldingen Upload foto |

## Gedenktekens
Hieronder volgt een overzicht van de gedenktekens in de straat:
| Onderwerp                                         | Type                 | Kunstenaar                                                                                    | Onthulling | Locatie               | Omschrijving                                                      |
| ------------------------------------------------- | -------------------- | --------------------------------------------------------------------------------------------- | ---------- | --------------------- | ----------------------------------------------------------------- |
| Gedenksteen voor Annetta Bos-Visser               | gedenksteen          | Wim Bos Verschuur en Johan Mezas                                                              | 1935       | Centrumkerk           | Annetta Bos-Visser, welzijnswerker voor armen, wezen en bejaarden |
| Helstonemonument                                  | gedenkzuil met buste | Charles Nieleveld met tekstgraveringen van Mezas                                              | 1948       | bij Centrumkerk       | musicus en schrijver Johannes Helstone                            |
| Buste Simón Bolívar                               | borstbeeld           | onbekend                                                                                      | 1955       | tegenover postkantoor | Latijns-Amerikaans vrijheidsstrijder                              |
| Muurschildering op het Belastingkantoor Kerkplein | muurschildering      | Fabian de Randamie met meerdere kunstenaars, Paramaribo Urban Rehabilitation Programma (PURP) | 2024       | Belastingkantoor      | diverse culturen van Surinamers en de flora en fauna in Suriname  |

## Stadsbrand van 1821

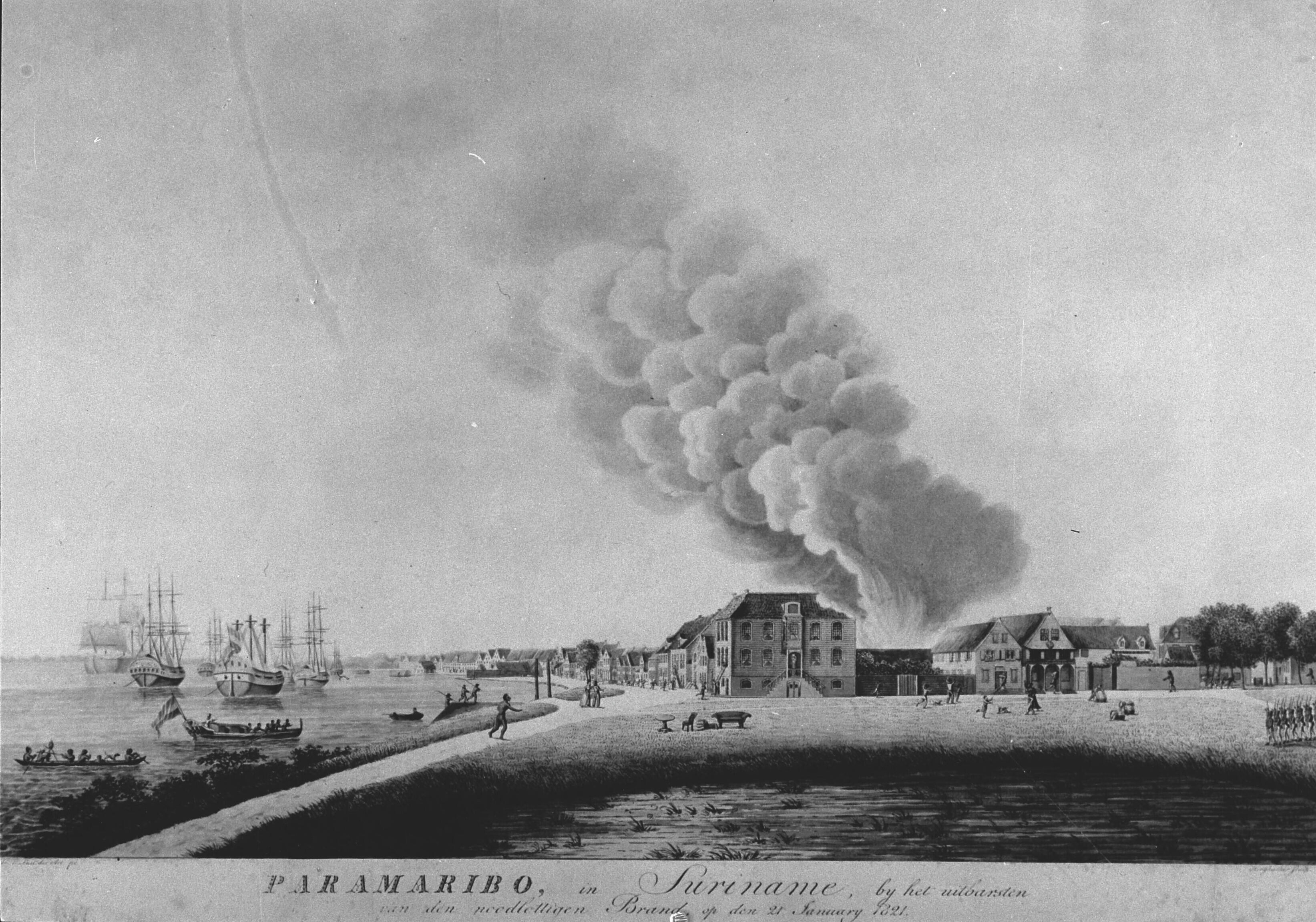
Prent van de stadsbrand van 1821

Op zondagmiddag 21 januari 1821 brak rond half twee brand uit in een huis op de hoek van het Gouvernementsplein en de Waterkant. De brand bleef vervolgens overslaan op andere huizen tot de brand de volgende dag om twaalf uur onder controle was. In tien straten brandden alle huizen af, waaronder aan het Kerkplein. Ook andere straten werden zwaar getroffen.